# Молодість, лікарня, любов
«Молодість, лікарня, любов» («Young Doctors in Love») — американська кінокомедія 1982 року, знята режисером Геррі Маршаллом.

## Сюжет
Група студентів-медиків приходить на практику до міської лікарні та влаштовує у ній повний переполох.

## У ролях
- Майкл Маккін — Саймон, лікар
- Шон Янг — Стефані Броді, лікар
- Крістал Бернар — Джулі
- Патрік Коллінз — Сестра Волтер Ріст
- Дебні Коулмен — Сестра Джозеф
- Тейлор Негрон — Сестра Філ Бернс
- Рік Овертон — Труман, лікар
- Пемела Рід — Сестра Норін
- Сол Рубінек — Флойд
- Гаррі Дін Стентон — Олівер, лікар
- Гері Фрідкін — Мілтон, лікар
- Кайл Ті Хеффнер — Чарлз Літто, лікар
- Тітос Вандіс — роль другого плану
- Майкл Річардс — Маламуд Каллахен
- Гектор Елісондо — Анджело
- Патрік Макні — Якобс
- Хаунані Мінн — роль другого плану
- Лінн Марі Стюарт — роль другого плану
- Колін Малоні — роль другого плану
- Тоні Хадсон — роль другого плану
- Кімберлі Макартур — роль другого плану
- Дебора Лейсі — роль другого плану
- Еларайно — роль другого плану
- Арнольд Марголін — роль другого плану
- Чарлі Брілл — роль другого плану
- Томас Бірд — роль другого плану
- Френк Пеше — роль другого плану
- Тесса Річард — роль другого плану
- Ніколас Меле — роль другого плану
- Джон Берадіно — роль другого плану
- Майкл Даміан — роль другого плану
- Стівен Форд — роль другого плану
- Стюарт Деймон — роль другого плану
- Джеймі Лін Бауер — роль другого плану
- Том Лігон — роль другого плану
- Кін Шрайнер — роль другого плану
- Жанін Тернер — роль другого плану
- Жаклін Земан — роль другого плану
- Джеймс О'Коннелл — роль другого плану
- Даяна Маркофф — роль другого плану
- Волтер Скотт — роль другого плану
- Рейнальдо Рей — роль другого плану
- Міллі Таґґарт — роль другого плану
- Біллі Берд — роль другого плану
- Беккі Гонсалес — роль другого плану
- Стюарт Чарно — роль другого плану
- Ларрі Флеш Дженкінс — роль другого плану
- Естер Сазерленд — роль другого плану
- Джон Стедмен — роль другого плану
- Роберт Болл — роль другого плану
- Хілларі Хоран — роль другого плану
- Ніл Кац — роль другого плану
- Джордж Ферт — роль другого плану
- Лу Еванс — роль другого плану
- Джон Мошитта — роль другого плану
- Френк Кампанелла — роль другого плану
- Ед Біглі — роль другого плану
- Лорі Маршалл — роль другого плану
- Хемілтон Кемп — роль другого плану
- Сьюзен Коттон — роль другого плану
- Майкл Еліас — роль другого плану
- Александра Белахойтіс — роль другого плану
- Пеггі Трентіні — роль другого плану
- Девід Кетчум — роль другого плану
- Емілі Маклафлін — роль другого плану
- Волтер Роблз — роль другого плану
- Арт Кассул — поліцейський
- Ненсі Лейн — роль другого плану
- Дотті Арчібальд — роль другого плану
- Огден Талбот — роль другого плану
- Девід Фрідман — роль другого плану
- Стефані Дізон — роль другого плану
- Роуз Мічтом — роль другого плану
- Тед Макгінлі — Баккі Девол, лікар
- Крісті Брінклі — роль другого плану
- Кріс Робінсон — роль другого плану
- Містер Ті — епізод
- Річард Дін Андерсон — епізод
- Монік Гебріель — епізод
- Синтія Гірі — епізод
- Сьюзен Луччі — епізод
- Демі Мур — новий стажер

## Знімальна група
- Режисер — Геррі Маршалл
- Сценаристи — Майкл Еліас, Річ Юстіс
- Оператор — Дональд Пітерман
- Композитор — Моріс Жарр
- Художник — Поллі Платт
- Продюсери — Нік Ебдо, Джері Брукхаймер, Джеффрі Ганз, Геррі Маршалл